# Игнатьев, Дмитрий Львович
Дми́трий Льво́вич Игна́тьев (1771—1833) — российский командир эпохи наполеоновских войн, генерал-майор.

## Биография
Родился 13 (24) апреля 1771 года в дворянской семье Игнатьевых; отец — Лев Алексеевич Игнатьев (?—1798).
В октябре 1795 года был записан подпрапорщиком в Преображенский полк, а в декабре 1797 года уволен с чином гвардии прапорщика, так и не прибыв к полку. До 1806 года не служил, посвятив это время учёбе, а в октябре 1806 года определился на военную службу, снова в чине подпрапорщика. В феврале 1807 года был переведён корнетом в Гусарский лейб-гвардии полк и с ним принимал участие в ряде сражений, в частности в битвах при Гутштадте, под Гейльсбергом и баталии под Фридландом.
С лета 1808 года участвовал в шведской войне, совершил переход через Ботнический залив на Аландские острова.
В начале Отечественной войны 1812 года Игнатьев был в армии графа Витгенштейна адъютантом при главнокомандующем, всё время отступления находился в арьергарде, а при наступлении в авангарде; отличаясь выдающеюся храбростью, исполнил много трудных и опасных поручений, передавая распоряжения главнокомандующего и за отличие получил орден Св. Владимира 4-й степени.

За отвагу в бою под Полоцком, Игнатьев был удостоен 4 сентября 1812 года ордена Святого Георгия 4-го класса, 
в воздаяние ревностной службы и отличия, оказанного в сражении против французских войск при Полоцке августа 5 и 6, где, будучи адъютантом при генерале от кавалерии графе Витгенштейне, исполнял все делаемые поручения в точности с большою расторопностью и отличною храбростью в самых опаснейших местах, чем содействовал много к удержанию неприятеля и к успеху в победе
 и чина полковника.
Постоянно был с графом Витгенштейном и во время заграничного похода; после битвы народов он произведён был в генерал-майоры.
13 мая 1822 года Игнатьев по болезни был уволен в отставку с мундиром и пенсией.
Умер 15 (27) июля 1833 года в селе Богородицкое будучи тульским губернским предводителем дворянства.

## Награды
- орден Святого Георгия 4-й ст.,
- Орден Святого Владимира 3-й ст.,
- Орден Святой Анны 1-й ст.;
- прусский Пур ле Мерит,
- австрийский Леопольда,
- баденский Военный Карла Фридриха;
- золотая сабля «за храбрость»

## Семья
Жена — Надежда Ивановна Барышникова. Их дети:
- Иван (02.01.1823—1873)
- Анна (11.09.1824—13.07.1916), была замужем за Георгом (Георгием Тимофеевичем) фон Боком
- Дмитрий (27.01.1827—20.10.1881, Висбаден[3]), его дочь Софья — замужем за В. А. Чижовым
- Николай (12.11.1830—1882)